# نمایشگاه رسانه و تجارت ای۳ ۲۰۱۰
نمایشگاه رسانه و تجارت ای۳ ۲۰۱۰ (به انگلیسی: Electronic Entertainment Expo 2010) شانزدهیم نمایشگاه ای۳ بود. این مراسم از ۱۴ ژوئن ۲۰۱۰ در مرکز گردهمایی لس آنجلس آغاز گردید و تا ۱۷ ژوئن ادامه داشت. 

## بازی‌ها
فهرست بازهایی که حضورشان در نمایشگاه رسانه و تجارت ای۳ ۲۰۱۰ تأیید شده است:
| ۲کا گیمز - مافیا ۲ (رایانه، پلی‌استیشن ۳, ایکس‌باکس ۳۶۰) - تمدن ۵ (رایانه) - تنظیمات عملیات:خط (رایانه، پلی‌استیشن ۳, ۳۶۰) - ایکس-کوم (رایانه، ۳۶۰) اکتیویژن - ندای وظیفه: بلک اپس (پلی‌استیشن ۳, رایانه، ۳۶۰, وی) - Guitar Hero: Warriors of Rock (پلی‌استیشن ۳, ۳۶۰, وی) - DJ Hero 2 (پلی‌استیشن ۳, ۳۶۰, وی) آتاری - Test Drive Unlimited 2 (پلی‌استیشن ۳، ۳۶۰، رایانه) - ویچر ۲: قاتلین پادشاهان (رایانه) بتزدا سافت‌ورکز - Brink (پلی‌استیشن ۳، ۳۶۰، رایانه) - فال‌آوت: نیو وگاس (پلی‌استیشن ۳, رایانه، ۳۶۰) - Hunted: The Demon's Forge (پلی‌استیشن ۳، ۳۶۰، رایانه) - خشم (پلی‌استیشن ۳، ۳۶۰، رایانه، Mac) کپ‌کام - ۱۹۴۲(iPhone) - Bionic Commando Rearmed 2 (پلی‌استیشن ۳، ۳۶۰) - خیزش مرگ ۲ (پلی‌استیشن ۳، رایانه، ۳۶۰) - Dead Rising: Case Zero(۳۶۰) - Ghost Trick: Phantom Detective (دی‌اس) - Ghosts 'N Goblins: Gold Knights (iPhone) - Marvel vs. Capcom 3: Fate of Two Worlds (پلی‌استیشن ۳، ۳۶۰) - موتوجیپی ۰۹/۱۰ (پلی‌استیشن ۳، ۳۶۰) - Okamiden: Chisaki Taiyou (دی‌اس) - رزیدنت ایول: افشاگری‌ها (۳ دی‌اس) - سنگوکو باسارا: قهرمانان سامورایی (پلی‌استیشن ۳، وی) استودیو دیزنی اینتراکتیو - حماسه میکی (وی) - Guilty Party (وی) - دزدان دریایی کارائیب: آرمادای نفرین‌شده (پلی‌استیشن ۳، ۳۶۰، رایانه) - داستان اسباب‌بازی ۳ (پلی‌استیشن ۳، ۳۶۰، رایانه) - Tron Evolution (رایانه، پلی‌استیشن ۳، ۳۶۰) - ترون: میراث (آی‌فون) الکترونیک آرتس - APB (رایانه) - توفان گلوله (پلی‌استیشن ۳, رایانه، ۳۶۰) - کرایسیس ۲ (پلی‌استیشن ۳, رایانه، ۳۶۰) - فضای مرده ۲ (پلی‌استیشن ۳, رایانه، ۳۶۰) - Dragon Age II (TBA) - EA Sports Active 2.0 (وی) - EA Sports MMA(پلی‌استیشن ۳, ۳۶۰) - فیفا ۱۱ (دی‌اس، رایانه، پلی‌استیشن ۳, PSP, ۳۶۰, وی) - Madden NFL 11 (PS2, پلی‌استیشن ۳, رایانه، ۳۶۰, وی، PSP) - تأثیر فراگیر ۳ (TBA) - مدال افتخار (رایانه، پلی‌استیشن ۳, ۳۶۰) - NBA Jam (وی) - NCAA Football 11(PS2, پلی‌استیشن ۳, ۳۶۰) - ان‌اچ‌ال ۱۱(پلی‌استیشن ۳, ۳۶۰) - NHL Slapshot - Spare Parts(پلی‌استیشن ۳, ۳۶۰) - سیمز ۳(دی‌اس، پلی‌استیشن ۳,, وی، ۳۶۰) - Tiger Woods PGA Tour 11(پلی‌استیشن ۳, وی، ۳۶۰) | کونامی - کسلوانیا: اربابان سایه (پلی‌استیشن ۳, ۳۶۰) - Def Jam Rapstar (وی) - Ninety-Nine Nights II (۳۶۰) - فوتبال تکاملی حرفه‌ای ۲۰۱۰ (آیفون) - Rush'N Attack Ex-Patriot (پلی‌استیشن ۳, ۳۶۰) - اره ۲ (پلی‌استیشن ۳, ۳۶۰) - متال گیر طلوع: انتقام دوباره (پلی‌استیشن ۳, رایانه، ۳۶۰) لوکاس‌آرتز - Lego Star Wars III (دی‌اس، رایانه، پلی‌استیشن ۳, PSP, وی، ۳۶۰) - Monkey Island 2: LeChuck's Revenge (رایانه، پلی‌استیشن ۳, ۳۶۰) - The Force Unleashed II (دی‌اس، رایانه، پلی‌استیشن ۳, PSP, وی، ۳۶۰) - جنگ ستارگان: جمهوری قدیم (رایانه) مایکروسافت - فیبل ۳ (۳۶۰, رایانه) - چرخ‌دنده‌های جنگ ۳ (۳۶۰) - هیلو: ریچ (۳۶۰) - Milo and Kate (۳۶۰) - کینکت games (۳۶۰) ام‌تی‌وی گیمز - Rock Band 3 (پلی‌استیشن ۳, ۳۶۰, وی) نامکو باندایی - Ace Combat: Joint Assault (PSP) - Clash of the Titans (پلی‌استیشن ۳, ۳۶۰) - این‌اسلیو: اودیسه به سمت غرب (پلی‌استیشن ۳, ۳۶۰) - Dragon Ball: Origins 2 (دی‌اس) - Naruto: Ultimate Ninja Storm 2 (پلی‌استیشن ۳, ۳۶۰) - Untitled پک-من game - Splatterhouse (پلی‌استیشن ۳, ۳۶۰) Natsume - فصل برداشت: بازار بزرگ (دی‌اس) - Lufia: Curse of the Sinistrals (دی‌اس) - Rune Factory 3: A Fantasy Harvest Moon (دی‌اس) نینتندو - Golden Sun DS (دی‌اس) - Metroid Other M (وی) - نینتندو سه‌دی‌اس games - Pikmin 3 (وی) - Pokemon Black and White (دی‌اس) - The Legend of Zelda Wii (وی) - پارتی وی (وی) - وی ریموت games (وی) - Professor Layton and the Unwound Future (دی‌اس) | سگا - Conduit 2 (وی) - تاکسی دیوانه (پلی‌استیشن ۳, ۳۶۰) - Phantasy Star Portable 2 (PSP) - سونیک ادونچر (پلی‌استیشن ۳, ۳۶۰) - Sonic the Hedgehog 4: Episode 1 (پلی‌استیشن ۳, ۳۶۰, وی، IP) - سونیک رنگ‌ها (وی، دی‌اس) - Tournament of Legends (وی) - Valkyria Chronicles 2 (PSP) - پیروزی (پلی‌استیشن ۳, ۳۶۰) - یاکوزا ۴ (پلی‌استیشن ۳) اسکوئر انیکس - دوس‌اکس: انقلاب انسانی (پلی‌استیشن ۳, رایانه، ۳۶۰) - Dungeon Siege III (پلی‌استیشن ۳, ۳۶۰, رایانه) - فاینال فانتزی ۱۵ (پلی‌استیشن ۳) - فاینال فانتزی ۱۴ (پلی‌استیشن ۳, رایانه) - Final Fantasy: The 4 Heroes of Light (دی‌اس) - Front Mission Evolved (پلی‌استیشن ۳, ۳۶۰, رایانه) - کین و لینچ۲: روزهای سگی (رایانه، پلی‌استیشن ۳, ۳۶۰) - Kingdom Hearts: Birth by Sleep (PSP) - Kingdom Hearts Re: coded (دی‌اس) - Untitled کینگدام هارتس (سری) game (TBA) - لارا کرافت و نگهبان نور (پلی‌استیشن ۳, رایانه، ۳۶۰) - تولد سوم (PSP) سونی - Ape Escape (پلی‌استیشن ۳) - Dead Nation (پلی‌استیشن ۳) - EyePet (پلی‌استیشن ۳) - Free Realms (پلی‌استیشن ۳) - خدای جنگ: روح اسپارت (PSP) - گرن توریسمو ۵ (پلی‌استیشن ۳) - Hot Shots Tennis: Get a Grip (PSP) - بدنام ۲ (پلی‌استیشن ۳) - Invizimals (PSP) - قتلگاه ۳ (پلی‌استیشن ۳) - بزرگ سیاره کوچک ۲ (پلی‌استیشن ۳) - MotorStorm: Apocalypse (پلی‌استیشن ۳) - Move Party (پلی‌استیشن ۳) - پلی‌استیشن موو games (پلی‌استیشن ۳) - SOCOM 4 (پلی‌استیشن ۳) - Sports Champions (پلی‌استیشن ۳) - Slider (پلی‌استیشن ۳) - TV Superstars (پلی‌استیشن ۳) - The Agency (پلی‌استیشن ۳) - The Fight: Lights Out (پلی‌استیشن ۳) - آخرین نگهبان (پلی‌استیشن ۳) - The Shoot (پلی‌استیشن ۳) - فلز درهم‌تنیده (پلی‌استیشن ۳) | شرکت اس.ان.کی. - The King of Fighters XIII (پلی‌استیشن ۳, ۳۶۰) تی‌اچ‌کیو - de Blob: The Underground (وی، دی‌اس) - هومفرانت (پلی‌استیشن ۳, رایانه، ۳۶۰) - Red Faction: Armageddon (پلی‌استیشن ۳, ۳۶۰, رایانه) - نبرد سینت‌ها: سوم (TBA) - Warhammer 40,000 Online (رایانه) - Warhammer 40,000: Space Marine (پلی‌استیشن ۳, ۳۶۰) - WWE SmackDown vs Raw 2011 (۳۶۰, دی‌اس، PS2, پلی‌استیشن ۳, PSP, وی، Mobile Phone) - WWE Online(رایانه) - WWE All Stars کویی تکمو - مرده یا زنده: ابعاد (۳دی‌اس) - Trinity: Zill O'll Zero (پلی‌استیشن ۳) - Quantum Theory (پلی‌استیشن ۳, ۳۶۰) - جنگجویان: افسانه تروآ (پلی‌استیشن ۳, ۳۶۰) یوبی‌سافت - اساسینز کرید: برادری (پلی‌استیشن ۳, رایانه، ۳۶۰) - درایور: سان فرانسیسکو (TBA) - Shaun White Skateboarding (پلی‌استیشن ۳, رایانه، ۳۶۰, وی) - تام کلنسی گوست ریکان سرباز آینده (پلی‌استیشن ۳, رایانه، ۳۶۰, وی، دی‌اس، PSP) - Tom Clancy's HAWX 2 (رایانه، پلی‌استیشن ۳, ۳۶۰, وی) - تام کلنسی اسپلینتر سل: نظریه آشوب (۳دی‌اس) برادر وارنر - بتمن: شجاع و جسور – بازی ویدئویی (دی‌اس، وی) - بتمن: شهر آرکهام (پلی‌استیشن ۳, رایانه، ۳۶۰) - فیئر ۳ (رایانه، پلی‌استیشن ۳, ۳۶۰) - لگو هری پاتر: سال ۱–۴ (دی‌اس، رایانه، پلی‌استیشن ۳, PSP, وی، ۳۶۰) - مورتال کامبت (پلی‌استیشن ۳, ۳۶۰) - Super Scribblenauts (دی‌اس) - ارباب حلقه‌ها: جستجوی آراگورن (دی‌اس، PS2, پلی‌استیشن ۳, PSP, وی) - ارباب حلقه‌ها: جنگ در شمال (رایانه، پلی‌استیشن ۳, ۳۶۰) ولو - پورتال ۲ (رایانه، مک، ۳۶۰) |